# リッセ

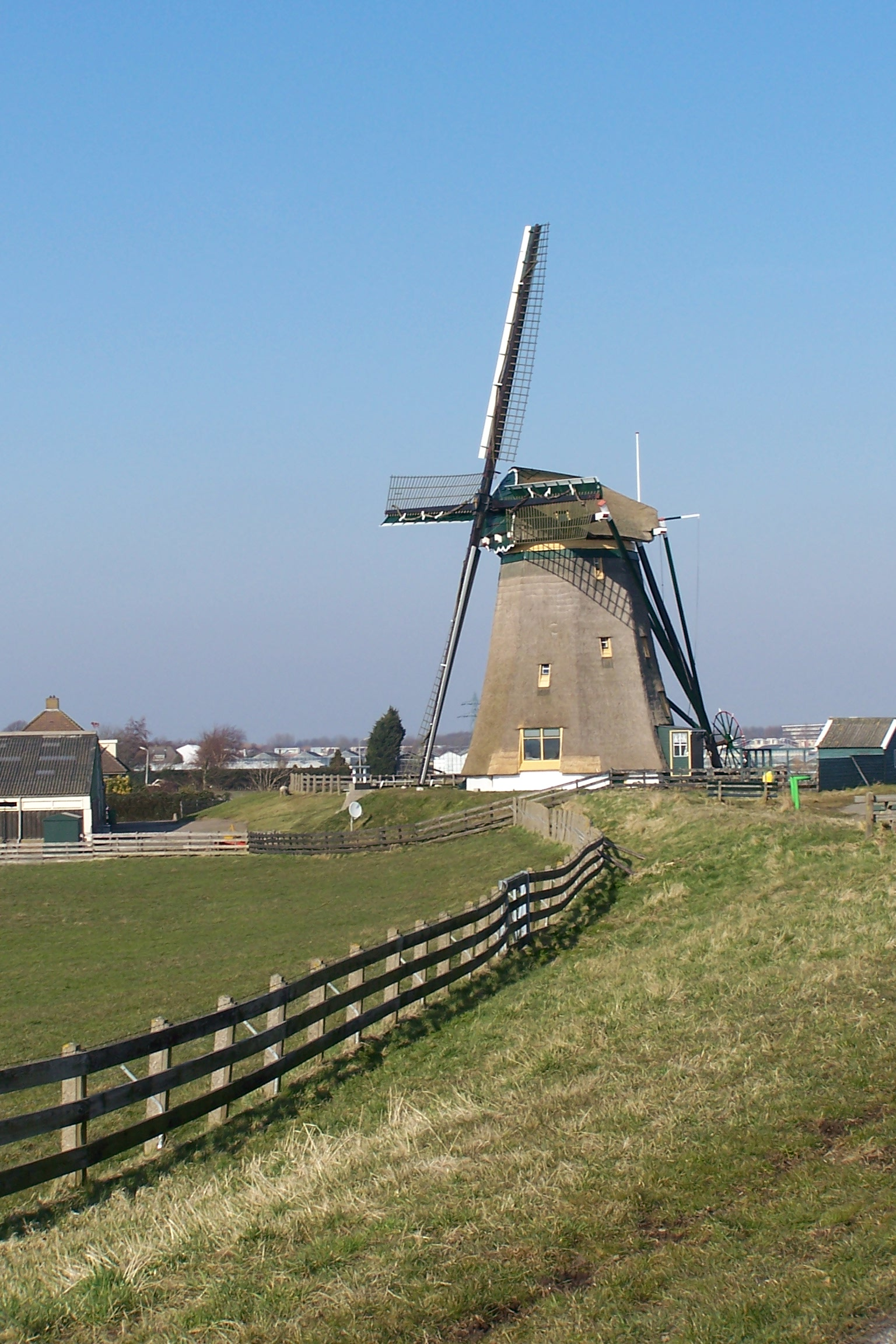
町内の風車

リッセ（オランダ語: Lisse [ˈlɪsə] ( 音声ファイル)）は、オランダの南ホラント州にある町、ヘメーンテ（基礎自治体）。総面積16.11平方キロ、そのうち0.41平方キロが水域である。人口は2万1864人（2006年11月1日、中央統計局調べ）。

## 歴史
リッセの歴史は、近隣のヒレホムやサッセンハイムの町々と密接に連関している。町名が正式に記されている1198年の文献に基づいて、1998年には800年祭が祝われたが、すでに10世紀には村があったことを示す証拠がある。
中世を通じて、リッセは小さな村に留まった。人口は1500年になっても50世帯ほどしかなかった。農業や牧畜、泥炭の採掘で生計を立てていた人々は、長引く戦乱（特にシャルル突進公をめぐる諸戦争と八十年戦争）で貧困にあえいだ。
17世紀から18世紀にかけて、リッセはヒレホムと同様、多くの大商人や貴族の所領に分かれた。彼らは土地を森や庭園にし、町は美しく生まれ変わった。その後、それらの土地では球根植物が栽培されるようになった。リッセ周辺の砂質の土壌は、球根栽培にかなり向いていた。砂丘はならされ、森は伐採されて、少しずつ栽培地が拡大していった。花き栽培は、この地域に雇用と豊かさをもたらした。
20世紀に入ると、急速に成長し続ける球根花産業を背景にオークションや取引市場、大規模農園、農業組合などが生まれた。今日、リッセの球根花は世界百か国以上に輸出されている。
ホラントで花きの生産がさかんな「砂丘と球根の地方」の中央に位置するリッセは、大きな観光地でもある。色とりどりの花々が一面を染める春には、国内外から数十万人がこの地域に訪れる。皮肉なことに、かつての所領で唯一、農地への転換を免れた地所（キューケンホフ）は現在、花が咲き乱れる公園として世界的に有名である。

## 観光
最も人気のある名所は、チューリップが開花する春にだけ公開されるキューケンホフ公園である。春にはまた、メインストリートでブルメンコルソというフラワーパレード（花でできた巨大な山車が行進する）も行われる。8月には、キューケンホフ城庭園で幻想的なカストレフェスト（お城まつり）が開かれる。
その他の名所
- ホイス・デフェール - 14世紀の城の塔（のちに修復）
- キューケンホフ城 - こちらは通年公開
- 黒いチューリップの博物館 - オランダにおける球根栽培の発展の歴史を紹介

## スポーツ
トップクラッセに所属するサッカークラブのFCリッセの本拠地である。2007/2008シーズンの戦績の結果、2008年5月3日にフーフトクラッセから降格した。

## 出身有名人
- ヨーゼフ・スミット（1836年 - 1929年） 動物画家
- ヤーコプ・フェルトハイゼン・ファン・ザンテン（1927年 - 1977年） KLMのパイロット
- アドリアヌス・ヨハネス・シモニス（1931年 - ） ユトレヒト大司教
- イェニー・アレアン（1942年 - ） 歌手、女優、コメディアン
- ハンス・クルス（1965年 - ） 競泳選手
- バスティアーン・ラガス（1971年 - ） 俳優、歌手